# Lijst van kerken in Brugge
Deze lijst van kerken in Brugge geeft per deelgemeente de belangrijkste kerken en kapellen in de stad Brugge, zowel nog bestaand als reeds verdwenen. Tenzij anders vermeld zijn ze alle rooms-katholiek. De kerken in de lijst zijn zowel parochiekerken, als kerken van kloosters of abdijen, zo niet zelfstandige kapellen.
Voor wat de kerken vermeld onder Brugge (deelgemeente) betreft, zijn volgende meldingen te maken: 
- Vier van die navolgende kerken zijn verdwenen en gesloopt: de Augustijnenkerk, de Sint-Christoffelkerk, de Sint-Donaaskathedraal, de Sint-Janskerk.
- De volgende nog bestaande kerkgebouwen zijn onttrokken aan de eredienst: de Redemptoristinnenkerk, de Schipperskapel, de Heilige Familiekerk, de Heilig Hartkerk, de Sint-Brunokapel, de Speelmanskapel, de Theresianenkerk, de Bogaerdenkapel, de kerk van de zaligsprekingen.
- De volgende kerken, gewijd aan de eredienst, bevinden zich buiten de historische stad: De Christus-Koningkerk, de Sint-Pieterskerk, de Sint-Pauluskerk, de Sint-Jozefskerk.
- De volgende parochiekerken zijn nog gewijd aan de eredienst in de historische binnenstad: Sint-Salvatorskathedraal, Onze-Lieve-Vrouwekerk, Sint-Jakobskerk, Sint-Gilliskerk, Sint-Walburgakerk, Sint-Annakerk, de Heilige Maria-Magdalenakerk.
- De volgende kloosterkerken en kapellen zijn nog gewijd aan de eredienst in de historische binnenstad: Begijnhofkerk, kerk van het Groot Seminarie, Heilig Bloedkapel, Paters Capucijnen, Paters Discalsen, Engels Klooster, Onze-Lieve-Vrouw van Blindekens, Onze-Lieve-Vrouw ter Potterie, Jeruzalemkapel, Kartuizerinnenkerk, Godelieveabdij.
- Ook kerken van andere godsdiensten bevinden zich in de historische binnenstad: Adventskerk, Grieks-Orthodoxe Kerk, Nederlands Hervormde Kerk, Anglicaanse Kerk, Vrije Evangelische Kerk (De Veste). Daarnaast is er ook een oecumenische kapel.

## Lijst
| Naam                                      | Afbeelding                        | Opmerking |
| Brugge (deelgemeente)                     | Brugge (deelgemeente)             | Brugge (deelgemeente) |
| ----------------------------------------- | --------------------------------- | --- |
| Adventkerk                                |                                   | Adventistisch. Gelegen in het Magdalenakwartier.                                                                               |
| Augustijnenkerk                           |                                   | Deze voormalige kerk was een onderdeel van het eveneens verdwenen Augustijnenklooster. Ze was gelegen aan de Augustijnenrei.   |
| Bogardenkapel                             |                                   | Voormalige kapel van de Bogardenschool, thans een tentoonstellingsruimte. Gelegen in het Onze-Lieve-Vrouwekwartier.            |
| Christus Koningkerk                       | Christus Koningkerk               | Gelegen in de wijk Kristus-Koning.                                                                                             |
| Kerk van het Engels Klooster              | Engels Klooster                   | Gelegen in het Sint-Annakwartier.                                                                                              |
| Heilige Maagd Mariakerk (Grootseminarie)  | Heilige-Maagd-Mariakerk           | Kerk van de voormalige Duinenabdij. Gelegen in het Sint-Annakwartier (ook wel het Seminariekwartier genoemd).                  |
| Heilig Bloedbasiliek                      | Heilig Bloedbasiliek              | Gelegen in het Burgkwartier (ook wel het Sint-Walburgakwartier genoemd).                                                       |
| Heilig Hartkerk                           | Heilig Hartkerk                   | Voormalige jezuïetenkerk, thans Roemeens evangelisch. Gelegen in het Sint-Walburgakwartier (ook wel het Burgkwartier genoemd). |
| Heilige Familiekerk                       | Heilige Familiekerk               | Gelegen in het Langestraatkwartier; aan de eredienst onttrokken in 2015.                                                       |
| Heilige Magdalenakerk                     | Heilige Magdalenakerk             | Gelegen in het Magdalenakwartier.                                                                                              |
| HH. Konstantijn-en-Helenakerk             | HH. Konstantijn-en-Helenakerk     | Voormalige Sint-Jooskapel, thans een orthodoxe kerk. Gelegen in het Ezelstraatkwartier.                                        |
| Jeruzalemkerk                             | Jeruzalemkerk                     | Gelegen in het Sint-Annakwartier.                                                                                              |
| Kapucijnenkerk                            | Kapucijnenkerk                    | Gelegen in de Boeveriewijk, een deel van het West-Bruggekwartier.                                                              |
| Karmelietenkerk                           | Karmelietenkerk                   | Gelegen in het Ezelstraatkwartier.                                                                                             |
| Kartuizerinnenkerk                        | Kartuizerinnenkerk                | Voormalige kartuizerinnenkerk, thans een militaire kapel. Gelegen in het Steenstraatkwartier.                                  |
| Oecumenische kapel                        | Oecumenische kapel                | Gelegen in het Ezelstraatkwartier.                                                                                             |
| Onze-Lieve-Vrouwekerk                     | Onze-Lieve-Vrouwekerk             | Gelegen in het Onze-Lieve-Vrouwekwartier.                                                                                      |
| Onze-Lieve-Vrouw-van-Blindekenskapel      | De O.L.V. Blindekenskapel         | Gelegen in het West-Bruggekwartier.                                                                                            |
| Onze-Lieve-Vrouw-ter-Potteriekerk         | De O.L.V.-ter-Potteriekerk        | Gelegen in het Sint-Annakwartier.                                                                                              |
| Kapel Onze-Lieve-Vrouw van Nazareth       |                                   | Voormalige kapel van Magdalenagasthuis, thans onderdeel van een schoolcomplex. Gelegen in het Magdalenakwartier.               |
| Redemptoristinnenkerk                     | Redemptoristinnenkerk             | Gelegen in het Magdalenakwartier.                                                                                              |
| Schipperskapel                            |                                   | Kapucijnenkapel van de voormalige schippersschool. Kapel is thans een cultuurcentrum. Gelegen in het Sint-Gilliskwartier.      |
| Sint-Annakerk                             | Sint-Annakerk                     | Gelegen in het Sint-Annakwartier.                                                                                              |
| Sint-Brunokapel                           |                                   | Voormalige kerk van een kartuizerklooster, thans onderdeel van het Brugse gerechtshof. Gelegen in het Langestraatkwartier.     |
| Sint-Christoffelkerk                      | Sint-Christoffelkerk              | Verdwenen kerk aan de Grote Markt, afgebroken in 1786.                                                                         |
| Sint-Donaaskathedraal                     | Funderingen Sint-Donaaskathedraal | Verdwenen kerk op de Burg, afgebroken in 1800, tijdens de Franse Revolutie.                                                    |
| Sint-Elisabethkerk (Begijnhof)            |                                   | Gelegen in het Onze-Lieve-Vrouwekwartier.                                                                                      |
| Sint-Gilliskerk                           | Sint-Gilliskerk                   | Gelegen in het Sint-Gilliskwartier.                                                                                            |
| Sint-Godelieveabdij                       | Sint-Godelieveabdij               | Gelegen in de Boeveriewijk, een deel van het West-Bruggekwartier.                                                              |
| Sint-Jakobskerk                           | Sint-Jakobskerk                   | Gelegen in het Steenstraatkwartier. Liturgie wordt er verzorgd door Sint-Michielsbeweging.                                     |
| Sint-Janskerk                             | Sint-Janskerk                     | Verdwenen kerk op het Sint-Jansplein, afgebroken in 1611.                                                                      |
| Sint-Jozefkerk                            | Sint-Jozefkerk                    | Gelegen in de wijk Sint-Jozef.                                                                                                 |
| Sint-Pauluskerk                           | Sint-Pauluskerk                   | Gelegen in de wijk Sint-Paulus, een deel van de wijk Sint-Pieters.                                                             |
| Sint-Pieterskapel ('t Keerske)            | Sint-Pieterskapel                 | Protestants en anglicaans. Gelegen in het Sint-Walburgakwartier (ook wel het Burgkwartier genoemd).                            |
| Sint-Pieterskerk                          | Sint-Pieterskerk                  | Gelegen in de wijk Sint-Pieters.                                                                                               |
| Sint-Salvatorskathedraal                  | Sint-Salvatorskathedraal          | Zetel van de bisschop van het bisdom Brugge. Gelegen in het Steenstraatkwartier.                                               |
| Sint-Walburgakerk                         | Sint-Walburgakerk                 | Voormalige jezuïetenkerk, thans parochiekerk. Gelegen in het Sint-Walburgakwartier (ook wel het Burgkwartier genoemd).         |
| Speelmanskapel                            | Speelmanskapel                    | Voormalige gildekapel van de 'speellieden' of muzikanten, thans een vrijzinnig huis. Gelegen in het Ezelstraatkwartier.        |
| Theresianenkerk                           | Theresianenkerk                   | Kerk van het voormalige Theresianenklooster, thans de Joseph Ryelandtzaal. Gelegen in het Ezelstraatkwartier.                  |
| Evangelische kerk De Veste                | Vrije Evangelische kerk           | Gelegen in het Steenstraatkwartier en aangesloten bij de Vrije Evangelische Gemeenten (Vlaanderen)                             |
| Zaligsprekingenkapel                      |                                   | Jezuïetenkapel. Gelegen in het Sint-Walburgakwartier.                                                                          |
| Assebroek                                 |                                   | |
| Heilig-Hart-en-Sint-Philippuskerk         |                                   | Kerk van de Sint-Pietersabdij. Gelegen in de wijk Steenbrugge.                                                                 |
| Onze-Lieve-Vrouw-Onbevlekt-Ontvangenkerk  |                                   | Gelegen in de wijk Ver-Assebroek.                                                                                              |
| Onze-Lieve-Vrouw-ten-Hemel-Opgenomenkerk  |                                   | Gelegen in de wijk Maria Assumpta.                                                                                             |
| Sint-Katarinakerk                         |                                   | Gelegen in de wijk Sint-Katarina.                                                                                              |
| Sint-Jozef-en-Sint-Kristoffelkerk         |                                   | Gelegen in het centrum van Assebroek, in de wijk Sint-Kristoffel.                                                              |
| Dudzele                                   |                                   | |
| Sint-Pietersbandenkerk                    |                                   | Gelegen in Dudzele dorp. |
| Koolkerke                                 |                                   | |
| Sint-Niklaaskerk                          |                                   | Gelegen in het centrum van Koolkerke.                                                                                          |
| Lissewege                                 |                                   | |
| Onze-Lieve-Vrouw-Bezoekingskerk           |                                   | Gelegen in Lissewege dorp. |
| Sint-Donatiuskerk                         |                                   | Gelegen in Zeebrugge dorp. |
| Stella Mariskerk                          |                                   | Gelegen in de Zeebrugse strandwijk.                                                                                            |
| Sint-Leo de Grotekerk                     |                                   | Gelegen in Zwankendamme. |
| Sint-Andries                              |                                   | |
| Kapel van Onze-Lieve-Vrouw van 't Boompje |                                   | Gelegen in het landgoed Ter Lucht, nabij de wijk Koude Keuken.                                                                 |
| Sint-Andries-en-Sint-Annakerk             |                                   | Gelegen in het centrum van Sint-Andries, in de wijk Olympia.                                                                   |
| Sint-Andriesabdij Zevenkerken             |                                   | Gelegen nabij het domein Beisbroek.                                                                                            |
| Sint-Baafskerk                            |                                   | Gelegen in Sint-Baafs, een deelwijk van het Sanderkwartier.                                                                    |
| Sint-Hubertuskerk                         |                                   | Verdwenen kerk in de wijk Blijmare, een deel van de wijk Koude Keuken; gesloopt in 2016.                                       |
| Sint-Willibrorduskerk                     |                                   | Gelegen in de wijk Sint-Willibrord.                                                                                            |
| Sint-Kruis                                |                                   | |
| Pinkstergemeente De Kruispoort            |                                   | Gelegen in het Dampoortkwartier en aangesloten bij het Verbond van Vlaamse Pinkstergemeenten.                                  |
| Heilige-Kruisverheffing-en-Sint-Jozefkerk |                                   | Gelegen in het centrum van Sint-Kruis, aan de grensscheiding van het Dampoortkwartier en het Kruispoortkwartier.               |
| Sint-Franciscus van Assisiëkerk           |                                   | Gelegen in het Dampoortkwartier; aan de eredienst onttrokken in 2016.                                                          |
| Sint-Lutgardiskerk                        |                                   | Verdwenen noodkerkje in de wijk Vossensteert, gesloopt in 2003.                                                                |
| Sint-Thomas van Kantelbergkerk            |                                   | Gelegen in de wijk Male. |
| Sint-Trudoabdij                           |                                   | Gelegen in de wijk in Male. |
| Sint-Michiels                             |                                   | |
| Sint-Godelievekerk                        |                                   | Gelegen in de wijk Sint-Godelieve, een deel van de wijk Stokvelde.                                                             |
| Sint-Michielskerk                         |                                   | Gelegen in het centrum van Sint-Michiels, in de wijk Kerkebeek.                                                                |